# Лысовщина (Полтавская область)
Лысовщина (укр. Лисівщина) — село в Вольницком сельском совете Чутовского района Полтавской области Украины.
Код КОАТУУ — 5325480702. Население по переписи 2001 года составляло 96 человек.

## Географическое положение
Село Лысовщина находится на правом берегу реки Свинковка. Выше по течению на расстоянии в 0,5 км расположено село Новая Кочубеевка, ниже по течению и на противоположном берегу — село Вольница.
По селу протекает пересыхающий ручей с запрудой.
Рядом проходит железная дорога, станция Кочубеевка в 3-х км.